# Carl Bruhns (Mediziner)
Carl Bruhns (* 24. November 1869 in Leipzig; † 21. Januar 1934 in Berlin) war ein deutscher Dermatologe.

## Leben
Der Sohn des Astronomen und Meteorologen Karl Christian Bruhns absolvierte ein Medizinstudium an der Universität Leipzig und wurde zum Dr. med. promoviert. Dann arbeitete er von 1893 bis 1895 als Assistenzarzt an der Leipziger Medizinischen Klinik unter Heinrich Curschmann, von 1895 bis 1896 an der Dermatologischen Klinik in Bern und von 1896 bis 1903 an der Dermatologischen Klinik der Charité in Berlin unter Edmund Lesser.
1905 übernahm er die Leitung des Städtischen Obdachs. Ab 1908 war er ärztlicher Direktor der Dermatologischen Abteilung des Charlottenburger Krankenhauses. Im Jahr 1900 habilitierte er sich mit einer Arbeit über die Lymphgefäße der weiblichen Genitalien und lehrte fortan als Privatdozent, 1908 als Titularprofessor und ab 1922 als Extraordinarius an der Universität Berlin.
Weiterhin war er Vorstandsmitglied der Berliner Dermatologischen Gesellschaft. Er verfasste zahlreiche Beiträge in Handbüchern und Zeitschriften, insbesondere auf dem Gebiet der Syphilidologie.
Er war verheiratet mit Margarete Georgi (1875–1934).
Seine letzte Ruhestätte fand er auf dem Südwestkirchhof Stahnsdorf.

## Schriften (Auswahl)
- Zum heutigen Stand der Syphilistherapie, Berlin 1898
- Hygiene der Barbierstuben (= Handbuch der Hygiene Supplement-Bd. 2), Jena 1902
- Diagnostisch-therapeutisches Lexikon für praktische Ärzte, 3 Bde., Berlin 1906–1908 (Herausgeber mit Sigmund Adler)
- Manuale delle malattie della pelle e celtiche, Milano 1912 (Mitherausgeber)
- Zur Eröffnung der städtischen Beratungsstelle für Geschlechtskrankheiten in Charlottenburg. In: Zschr. Bekämpf. Geschl.krkh. Band 16, 1915/16, S. 333–342
- Fischers Lehrbuch der Haut- und Geschlechtskrankheiten. 6. Auflage. Jena 1921 (Mitherausgeber)
- Allgemeine Mykologie (= Handbuch der Haut- und Geschlechtskrankheiten Bd. 11), Berlin 1928 (mit Arthur Alexander)
- Keratosen, Ichthyosis, Morbus Darier, Atrophien, Sclerodermie, Elephantiasis (= Handbuch der Haut- und Geschlechtskrankheiten Bd. 8.2), Berlin 1931
- Grundriss der mykologischen Diagnostik: ein Hilfsbuch für das Laboratorium, Berlin 1932 (mit Arthur Alexander)